# Młynary
Młynary (Duits: Mühlhausen in Ostpreußen) is een stad in het Poolse woiwodschap Ermland-Mazurië, gelegen in de powiat Elbląski. De oppervlakte bedraagt 2,76 km², het inwonertal 1844 (2005).